# スコット・サイズモア
スコット・ダニエル・サイズモア（Scott Daniel Sizemore, 1985年1月4日 - ）は、アメリカ合衆国・バージニア州バージニアビーチ出身の元プロ野球選手（内野手）。右投右打。

## 経歴

### タイガース時代
バージニア・コモンウェルス大学（Virginia Commonwealth University）を経て、2006年のドラフト5巡目(全体142位)でデトロイト・タイガースから指名され、19万7500ドルの契約金で入団。A-級オネオンタ・タイガースで主に遊撃手として70試合に出場し、3本塁打35打点7盗塁、打率.327だった。
2007年から二塁手に転向。A級ウエストミシガン・ホワイトキャップスで125試合に出場し、4本塁打48打点16盗塁、打率.265だった。
2008年はA+級レイクランド・フライングタイガースで53試合に出場し、4本塁打20打点14盗塁、打率.286だった。
2009年はAA級エリー・シーウルブズで59試合に出場し、9本塁打33打点7盗塁、打率.307だった。6月にAAA級トレド・マッドヘンズへ昇格。AAA級では71試合に出場し、8本塁打33打点14盗塁、打率.308だった。オフの11月20日に40人枠入りを果たした。
2010年1月27日にタイガースと1年契約に合意。開幕ロースターに入り、4月5日のカンザスシティ・ロイヤルズ戦でメジャーデビューしたが、打率が上がらず、5月16日にはAAA級トレドへ降格した。7月21日にブランドン・インジの故障により再昇格し、プロ入り後初めて三塁の守備に就いた。7月29日にAAA級へ降格。9月5日に再昇格した。この年は48試合に出場し、3本塁打14打点、打率.224だった。
2011年3月22日にAAA級トレドへ異動。5月2日にメジャー昇格。17試合に出場し、打率.222だった。

### アスレチックス時代
2011年5月27日にデビッド・パーシーとのトレードでオークランド・アスレチックスに移籍した。AAA級サクラメント・リバーキャッツでプレー後、6月6日にメジャー昇格。AAA級サクラメントへ降格したケビン・クーズマノフに代わる三塁手として起用され、93試合に出場。11本塁打52打点4盗塁、打率.249だった。
2012年3月3日に左膝の前十字靭帯の故障で60日間の故障者リスト入りし、シーズンを全休した。10月29日に故障者リストから外れた。
2013年は開幕ロースター入りしたが、4月9日のロサンゼルス・エンゼルス・オブ・アナハイム戦で左膝を負傷し、4月10日に15日間の故障者リスト入りした。4月22日に60日間の故障者リストへ異動し、残りのシーズンを全休した。この年は2試合の出場にとどまった。11月20日に40人ロースターから外れ、AAA級サクラメントへ降格。11月22日にFAとなった。

### ヤンキース時代
2014年1月12日にニューヨーク・ヤンキースとマイナー契約を結び、1月13日に球団が発表した。AAA級スクラントン・ウィルクスバリ・レイルライダースで開幕を迎え、4月15日にヤンキースとメジャー契約を結んだ。4月20日にAAA級スクラントン・ウィルクスバリへ降格した。7月31日に放出されたが、8月9日にヤンキースとマイナー契約で再契約した。

### ヤンキース退団後
2015年1月2日にマイアミ・マーリンズとマイナー契約を結ぶ。7月8日に解雇となり、8月22日にワシントン・ナショナルズとマイナー契約を結ぶ。

## 年度別打撃成績
| 年 度     | 球 団     | 試 合 | 打 席 | 打 数 | 得 点 | 安 打 | 二 塁 打 | 三 塁 打 | 本 塁 打 | 塁 打 | 打 点 | 盗 塁 | 盗 塁 死 | 犠 打 | 犠 飛 | 四 球 | 敬 遠 | 死 球 | 三 振 | 併 殺 打 | 打 率 | 出 塁 率 | 長 打 率 | O P S |
| --------- | --------- | ----- | ----- | ----- | ----- | ----- | -------- | -------- | -------- | ----- | ----- | ----- | -------- | ----- | ----- | ----- | ----- | ----- | ----- | -------- | ----- | -------- | -------- | ----- |
| 2010      | DET       | 48    | 163   | 143   | 19    | 32    | 7        | 0        | 3        | 48    | 14    | 0     | 0        | 4     | 1     | 15    | 0     | 0     | 40    | 4        | .224  | .296     | .336     | .631  |
| 2011      | DET       | 17    | 74    | 63    | 8     | 14    | 1        | 0        | 0        | 15    | 4     | 1     | 1        | 1     | 0     | 10    | 0     | 0     | 19    | 0        | .222  | .329     | .238     | .567  |
| 2011      | OAK       | 93    | 355   | 305   | 42    | 76    | 21       | 1        | 11       | 132   | 52    | 4     | 2        | 4     | 1     | 43    | 0     | 2     | 93    | 8        | .249  | .345     | .433     | .778  |
| '11計     | OAK       | 110   | 429   | 368   | 50    | 90    | 22       | 1        | 11       | 147   | 56    | 5     | 3        | 5     | 1     | 53    | 0     | 2     | 112   | 8        | .245  | .342     | .399     | .741  |
| 2013      | OAK       | 2     | 6     | 6     | 0     | 1     | 1        | 0        | 0        | 2     | 0     | 0     | 0        | 0     | 0     | 0     | 0     | 0     | 2     | 0        | .167  | .167     | .333     | .500  |
| 通算：3年 | 通算：3年 | 160   | 598   | 517   | 69    | 123   | 30       | 1        | 14       | 197   | 70    | 5     | 3        | 9     | 2     | 68    | 0     | 2     | 154   | 12       | .238  | .328     | .381     | .709  |

- 2013年度シーズン終了時